# Swimfan - La piscina della paura
Swimfan - La piscina della paura (Swimfan) è un thriller del 2002 diretto da John Polson.

## Trama
Ben Cronin è un ragazzo che ha tutto nella vita; una buona famiglia, è amato a scuola, ha una bella ragazza e una carriera avviata come nuotatore. Un giorno nella sua vita entra la misteriosa Madison, decisa a sedurlo, ma quella che per Ben era solo una scappatella si trasforma in un incubo. Infatti Madison soffre di un disturbo borderline di personalità, e farà di tutto per avere Ben.